# Карликові удави (підродина)
Карликові удави (Ungaliophiinae) — підродина неотруйних змій родини Удавові. Має 2 роди та 3 види. раніше зараховували до родини земляні удави. Як підродину визначено лише у 1987 році.

## Опис
Загальна довжина представників цієї підродини коливається від 40 до 85 см. Голова невелика, морда витягнута, виличні дугі трохи підняті. Очі маленькі. Тулуб масивний у задній частині. Забарвлення сіре, коричневе, чорне зчисленними плямами.

## Спосіб життя
Полюбляютьтропічні, соснові ліси, плантації. Зустрічаються на висоті до 2500 м над рівнем моря. Активні вночі. Харчуються ящірками, земноводними, птахами, дрібними гризунами.
Це живородні змії.

## Розповсюдження
Мешкають у Мексиці, Центральній Америці, Колумбії.

## Роди
- Exiliboa
- Ungaliophis